# Microsoft Visio
Microsoft Visio è un software proprietario per la creazione di diagrammi, sviluppato da Microsoft per i sistemi operativi Microsoft Windows ed è rilasciato per diverse edizioni (principalmente standard e professional) di Microsoft Office.

## Versioni
Le versioni distribuite sono state:
- Visio 1.0 (Standard, Lite, Home)
- Visio 2.0
- Visio 3.0
- Visio 4.0 (Standard, Technical)
- Visio 4.1 (Standard, Technical)
- Visio 4.5 (Standard, Professional, Technical)
- Visio 5.0 (Standard, Professional, Technical)
- Visio 2000 (6.0; Standard, Professional, Technical, Enterprise)
- Visio 2002 (10.0; Standard, Professional)
- Visio Enterprise Network Tools, Visio Network Center
- Visio for Enterprise Architects 2003 (VEA 2003)
- Office Visio 2003 (11.0; Standard, Professional)
- Office Visio for Enterprise Architects 2005 (VEA 2005)
- Office Visio 2007 (12.0; Standard, Professional)
- Office Visio 2010 (14.0; Standard, Professional, Premium)
- Office Visio 2013 (15.0; Standard, Professional)
- Office Visio 2016 (16.0; Standard, Professional)[1]

## Formato file
Microsoft Visio salva nei seguenti formati proprietari:
- VSD - Diagramma
- VSS - Forma (precedentemente denominato Stencil)
- VST - Modello
- VDX - Diagramma XML di Visio
- VSX
- VTX
- VSL - Componente aggiuntivo per Visio

## Loghi

Logo di Microsoft Visio 2013-2019
Logo di Microsoft Visio 2019